# Bokmässan i Calcutta

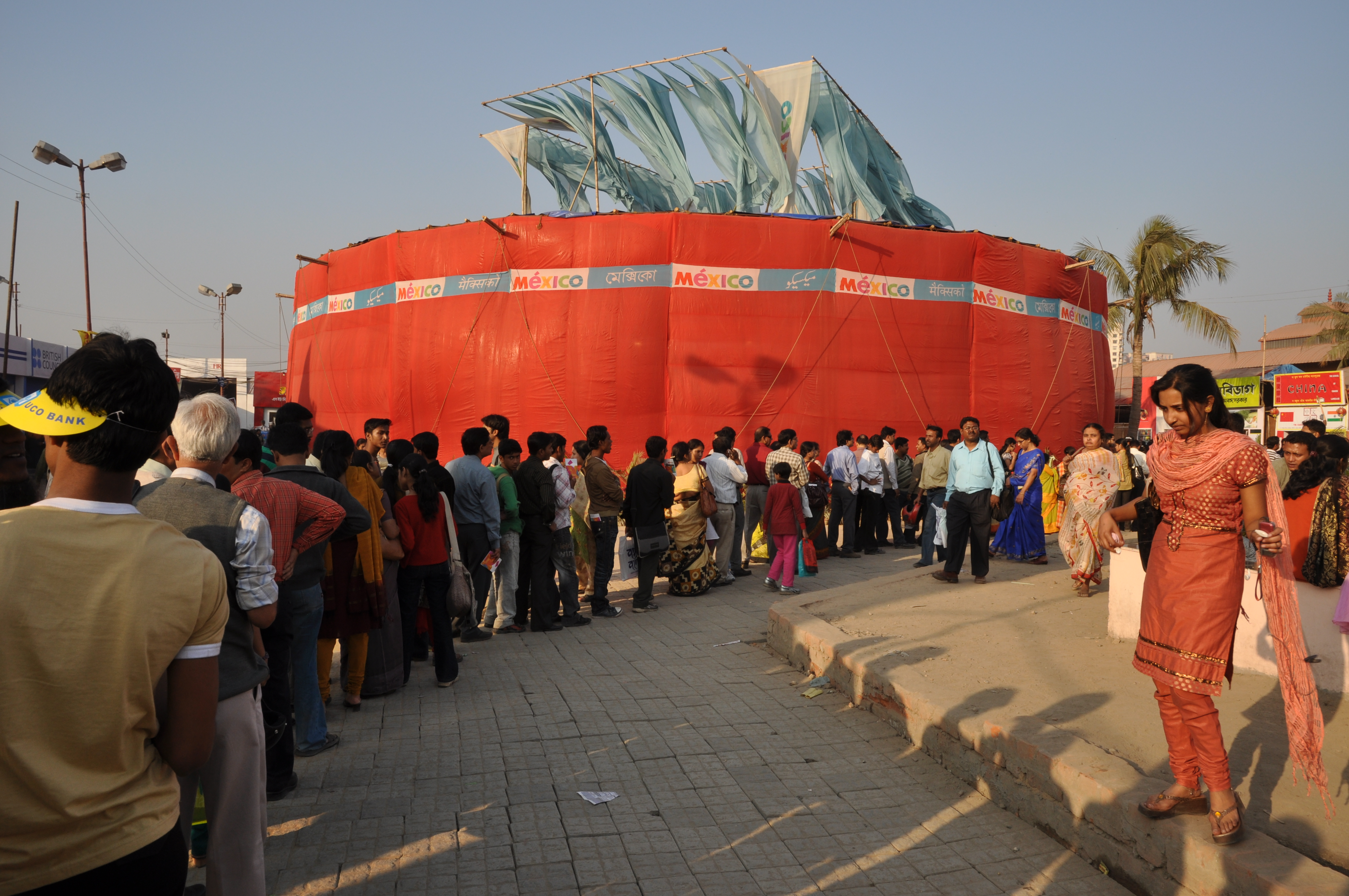
Mexikos paviljong 2010

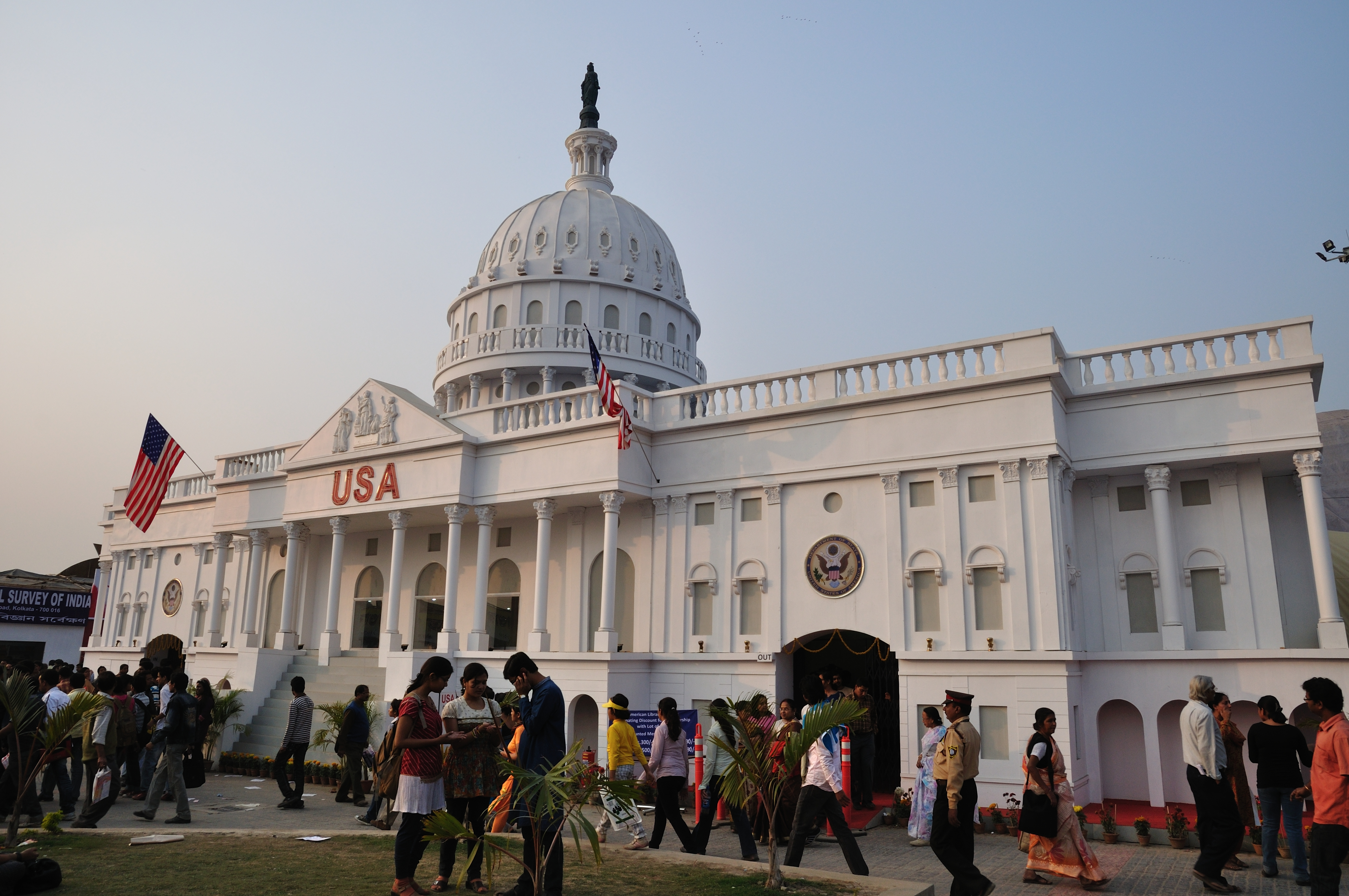
USA var temaland 2011

Bokmässan i Calcutta (engelska: The International Kolkata Book Fair) är en sedan 1976 årligen hållen bokmässa i Calcutta (officiellt Kolkata). Den riktar sig främst till den bokläsande allmänheten, och är med sina två miljoner besökare troligen den mest välbesökta bokmässan i världen.
Bokmässan brukar hållas under tolv dagar runt månadsskiftet januari/februari och sammanfaller då med Saraswati Puja, en festival tillägnad Sarasvati, talets, konstens och undervisningens gudinna.
Sedan 2014 organiseras i samband med mässan även en litteraturfestival, Kolkata Literature Festival.